# Подвинє (Брежице)
Подвинє (словен. Podvinje) — поселення в общині Брежиці, Споднєпосавський регіон, Словенія. Висота над рівнем моря: 203,4 м.